# Winne-Podbukowina
Winne-Podbukowina – wieś w Polsce położona w województwie podkarpackim, w powiecie przemyskim, w południowej części gminy Dubiecko.
W połowie XIX wieku właścicielem posiadłości tabularnej Podbukowina był Edmund Krasicki.
W latach 1975–1998 miejscowość administracyjnie należała do województwa przemyskiego.
Od wschodu graniczy z Wybrzeżem, od południa z Piątkową, od zachodu z Łączkami, Słonnem i Bachórcem, a od północy również z Bachórcem.
Na terenie wsi znajduje się rezerwat Broduszurki o powierzchni 25,91 ha.